# صنعت موبایل در ایالات متحده آمریکا

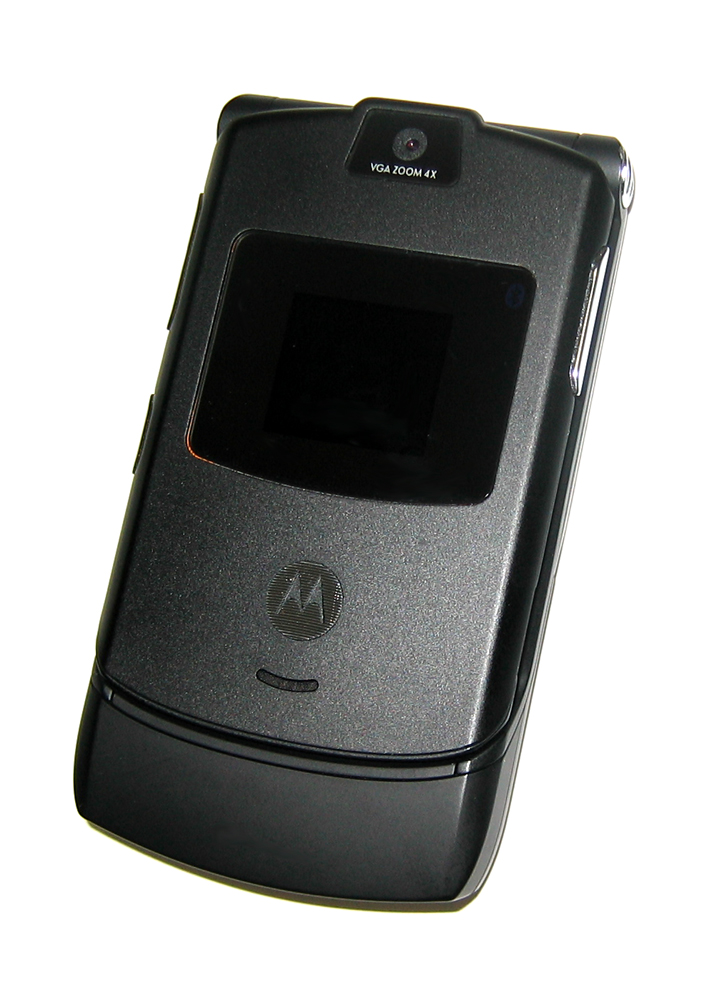

صنعت موبایل در ایالات متحده آمریکا در این مقاله پوشش داده شده است.

## تاریخچه
- نسل اول خدمات تلفن‌های همراه (1G) برای اولین بار در سال ۱۹۸۳ در شیکاگو راه اندازی شد.

## اپراتورهای خدمات بی‌سیم

### اپراتورهای ملی
در حال حاضر چهار شرکت در ایالات متحده وجود دارند که خدمات تلفن همراه را در سراسر این کشور ارائه می‌کنند. دو تای آنها یعنی AT&T و T-Mobile خدماتی را با استفاده از استاندارد GSM ارائه می‌کنند، در حالیکه دو تای دیگر یعنی Verizon و Sprint اصولاً از CDMA استفاده می‌کنند.
- Verizon / ورایزون بی سیم:

ورایزون که مقر آن در Basking Ridge نیوجرسی می‌باشد در واقع سرمایه گزاری مشترکی از ارتباطات ورایزون و وودافون است که خدمات 2G را با استفاده از cdmaOne و خدمات 3G را با استفاده از cdma2000 و خدمات 4G را با استفاده از LTE ارائه می‌کند.
- AT&T Mobility:

AT&T موبیلیتی که مقر آن در آتلانتا، جورجیا می‌باشد، دارای شبکهٔ بی سیم Cingular می‌باشد و خدمات 2G را با استفاده از تکنولوژی GSM، خدمات 3G را با استفاده از W-CDMA و خدمات 4G را با استفاده از تکنولوژی HSPA+ و LTE ارائه می‌کند.
- سازمان Sprint:

سازمان Sprint، که مقر آن در پارک Overland، کانزاس می‌باشد، خدمات 2G را با استفاده از cdmaOne، خدمات 3G را با استفاده از تکنولوژی CDMA2000 و خدمات 4G را با استفاده از WiMAX و LTE ارائه می‌کند.
- T-Mobile:

T-Mobile آمریکا، که مقر آن Bellevue واشنگتن است در واقع یک شرکت وابسته به T-Mobile بین‌المللی AG در آلمان است. T-Mobile در ایالات متحده، خدمات 2G را با استفاده از GSM، خدمات 3G را با استفاده از W-CDMA و خدمات 4G را با استفاده از HSPA+ ارائه می‌کند.